# Comté de Boise
Pour les articles homonymes, voir Boise (homonymie).
Le comté de Boise est un comté des États-Unis situé dans l’État de l'Idaho. En 2000, la population était de 6 670 habitants, et en 2005 elle est estimée à 7 535 habitants. Son siège est Idaho City. Le comté a été créé en 1864 et nommé en référence à la rivière du même nom. Après la découverte d'or en 1862, de nombreux chercheurs d'or s'étaient installés dans la région faisant de Idaho City la plus grande ville du nord-ouest des États-Unis.
La ville de Boise qui est la capitale de l'Idaho ne se trouve pas dans le comté de Boise mais dans le comté voisin, le comté d'Ada.

## Géolocalisation
| Comté de Gem | Comté de Valley |                 |
|              | Comté de Boise  | Comté de Custer |
| Comté d'Ada  | Comté d'Elmore  |                 |

## Démographie
| 1870  | 1880  | 1890  | 1900  | 1910  | 1920  |
| ----- | ----- | ----- | ----- | ----- | ----- |
| 3 834 | 3 214 | 3 342 | 4 174 | 5 250 | 1 822 |

| 1930  | 1940  | 1950  | 1960  | 1970  | 1980  |
| ----- | ----- | ----- | ----- | ----- | ----- |
| 1 847 | 2 333 | 1 776 | 1 646 | 1 763 | 2 999 |

| 1990  | 2000  | 2010  | - | - | - |
| ----- | ----- | ----- | - | - | - |
| 3 509 | 6 670 | 7 028 | - | - | - |

## Principales villes
- Crouch
- Horseshoe Bend
- Idaho City
- Placerville